# Malgassesia biedermanni
Malgassesia biedermanni is een vlinder uit de familie wespvlinders (Sesiidae), onderfamilie Sesiinae.
Malgassesia biedermanni is voor het eerst wetenschappelijk beschreven door Viette in 1982. De soort komt voor in het Afrotropisch gebied.